# 水野琳太郎
水野 琳太郎（みずの りんたろう、2001年9月19日-）は、日本のプロ野球アナリスト。所属球団は東京ヤクルトスワローズ（予定）。
香川県綾歌郡綾川町出身。身長180cm。

## 経歴
香川県高松市に生まれ、綾歌郡綾川町立陶小学校に入学する。小学校3年生時に同町にある滝宮小学校・昭和小学校・羽床小学校の4校で構成される「綾南少年野球部」に入部。
小学校6年生の冬に中学校受験を決意し、1月に香川大学教育学部附属坂出中学校に合格。中学校でも野球部に所属し、3年生夏には香川県大会優勝、四国大会3位という成績を残した。
その後、2017年4月に県下で一番の進学校である香川県立高松高等学校へ入学、野球部に入部する。2年生夏には県準優勝を成し遂げる。決勝で対戦した香川県立丸亀城西高等学校には、1学年上で現在北海道日本ハムファイターズ・水野達稀選手がいた。
1年間の浪人生活を送ったのち、2021年4月に京都大学工学部工業化学科に入学し、同大学硬式野球部に入部。同部に指導者としていた元福岡ソフトバンクホークス・近田怜王との出会いにより、卒業後は東京ヤクルトスワローズアナリストに内定している。
大学2年生時からスタメンに名を連ね、2年生春にはリーグ5勝に貢献。4年生では年間6勝、春4位に大きく貢献した。

## 引用
- https://www.bing.com/search?q=水野琳太郎&form=ANNTH1&refig=f422291676c74e42935c88782939e80e&pc=DCTS
- 京大生が日本の野球界を変える？　ドラフトを経ず、異例の新卒入社へ [スポーツPlus]：朝日新聞デジタル
- 過去最高タイの勝ち点2、4位　快進撃、京大の頭脳　結果をもたらせたアナライザー | 野球コラム - 週刊ベースボールONLINE
- 新幹部紹介〜主将・副主将編〜 | 京都大学硬式野球部
- 新幹部紹介〜ポジション主任編〜 | 京都大学硬式野球部